# کاس بائر-بیلدو
کاس بائر-بیلدو (انگلیسی: Cass Bauer-Bilodeau؛ زادهٔ ۲۷ ژوئن ۱۹۷۲) بازیکن بسکتبال اهل ایالات متحده آمریکا است.